# الغرفة رقم واحد
الغرفة رقم واحد هو عمل أدبي موجه لليافعين، أبدع في تأليفه الكاتب أندرو كليمنتس، ليكون إحدى الحلقات المميزة في سلسلته المدرسية الشهيرة. صدر الكتاب عن دار سايمون وشوستر عام 2006، كما كان ضمن إصدارات مكتبة جونيور جيلد المرموقة. وبفضل حبكته المشوّقة وأجوائه المليئة بالغموض، حاز العمل على جائزة إدغار آلان بو عام 2007 كأفضل رواية غامضة موجهة للأحداث، مثبتًا مكانته كأحد الأعمال التي تأسر مخيلة القرّاء الصغار.

## ملخص الرواية
تدور أحداث الرواية حول الفتى تيد هاموند، طالب الصف السادس، الذي يهوى حل الألغاز ويملك فضولًا لا يهدأ. في أحد أيامه العادية، وأثناء تصفحه الصحف، وقع بصره على مشهد غريب: من نافذة علّية منزل عائلة أندرسون، الذي ظل مهجورًا منذ مغادرتهم قبل عامين، لمح وجهًا غامضًا يطلّ من الظلام.
أثار ذلك الاكتشاف فضوله، فقرر البحث عن الحقيقة، ليكتشف لاحقًا أن صاحبة الوجه هي أبريل التي ظنها في البداية أليكسا فتاة تعيش مؤقتًا في المزرعة القديمة مع عائلتها. طلبت أبريل من تيد المساعدة في توفير الطعام والمؤن، فوافق دون تردد، لكنه اضطر للتسلل خلسة من بيته فجرًا، حتى لا تكتشف والدته اختفاء الطعام.
خلال إحدى الليالي، ضبطته معلمته السيدة ميتشل، فاضطر إلى إخبارها بكل ما جرى. بعد مرور أيام قليلة، عثر تيد على أبريل وعائلتها في المزرعة المقابلة، وفكّر في جمع أمه وأليكسا، والدة أبريل، إلا أن خطته لم تُكلّل بالنجاح.
كانت المفاجأة عندما علم أن البلدة بأكملها تُعدّ للعائلة مفاجأة كبيرة، لكنهم اختفوا فجأة. وفي تمام الساعة الثامنة والنصف، تلقى تيد اتصالًا من أبريل تخبره فيه أنهم في طريقهم إلى كولورادو، تاركة وراءها لغزًا جديدًا يملأ قلبه.